# Архитектура Урбанизам
Архитектура Урбанизам (негде и Архитектура-урбанизам или Архитектура и урбанизам) је био часопис Савеза архитеката Југославије и Урбанистичког савеза Југославије. Издаван је педесетих, шездесетих и седамдесетих година 20. века у Београду.
Главне теме су била дела савремених југословенских архитеката, конкурси, као урбанистичка и архитектонска теорија и пракса. За часопис су писали многи од најзначајнијих југословенских архитеката и урбаниста тог времена, као бројни професори Београдског универзитета (Александар Радојевић, Ранко Радовић, Ђорђе Злоковић, Борко Новаковић, Александар Ђокић, Бранислав Крстић, Зоран Маневић и др.)